# Santa Cruz del Retamar (ort)
Santa Cruz del Retamar är en ort i Spanien.   Den ligger i provinsen Toledo och regionen Kastilien-La Mancha, i den centrala delen av landet, 60 km sydväst om huvudstaden Madrid. Santa Cruz del Retamar ligger 598 meter över havet och antalet invånare är 2 383.
Terrängen runt Santa Cruz del Retamar är platt. Runt Santa Cruz del Retamar är det ganska tätbefolkat, med 75 invånare per kvadratkilometer. Närmaste större samhälle är Fuensalida, 7,9 km söder om Santa Cruz del Retamar. Trakten runt Santa Cruz del Retamar består till största delen av jordbruksmark.